# Prosper Golf Resort
Het Prosper Golf Resort in Tsjechië is een complex met twee 18-holes golfbanen: de Oude Baan en de Nieuwe Baan.
Het complex ligt in het dorp Čeladná op een terrein van 140 hectare, dat aan de voet van de Beskydy bergen ligt.. Behalve twee 18-holes golfbanen is er ook een manege met een rij-school.

## De baan
De golfbanen zijn ontworpen door Miguel Ángel Jiménez. De eerste 18 holesbaan werd in 2001 aangelegd, in 2003 werd de Nieuwe Baan geopend. Het is een glooiend landschap met oude bomen.

## Het Tsjechisch Open
In 2009 werd voor het eerst het Moravia Silesia Open op Prosper gespeeld. Winnaar was rookie Oskar Henningsson, die hiermee zijn eerste zege op de Europese PGA Tour binnenhaalde en € 333.000 verdiende. Hoewel er op de Oude Baan gespeeld werd, gebruikte men als laatste hole de 18de hole van de Nieuwe Baan omdat daar meer ruimte voor toeschouwers was.
In 2010 zal Prosper gastheer van het Czech Open 2010 zijn. Er is besloten te spelen op de 'Middel Baan', een combinatie van de twee golfbanen. Om het tot een goed geheel te maken is er een nieuwe hole aan toegevoegd. 
Die week zal Tommy Fleetwood zijn eerste toernooi als professional spelen. Ook in 2011 wordt het Tsjechisch Open op deze baan gespeeld.